# Royal Rumble (1991)
Royal Rumble (1991) foi o quarto evento Royal Rumble anual em pay-per-view (PPV) de luta profissional produzido pela World Wrestling Federation (WWF, agora WWE). Aconteceu em 19 de janeiro de 1991, no Miami Arena, em Miami, Flórida. Centrava-se na luta Royal Rumble, uma batalha real modificada na qual os participantes entram em intervalos cronometrados, em vez de todos começarem no ringue ao mesmo tempo.
Sete lutas foram disputadas no evento, incluindo uma luta preliminar. O evento principal foi a luta Royal Rumble de 1991, vencida por Hulk Hogan, que eliminou Earthquake pela última vez, tornando Hogan o primeiro multi-vencedor do Royal Rumble. Em outras partidas em destaque na eliminatória, Sgt. Slaughter derrotou The Ultimate Warrior para ganhar o Campeonato Mundial dos Pesos Pesados da WWF, Ted DiBiase e Virgil derrotaram Dusty Rhodes e Dustin Rhodes, The Mountie derrotou Koko B. Ware e The Rockers (Marty Jannetty e Shawn Michaels) derrotaram The Orient Express (Kato e Tanaka).

## Produção

### introdução
O Royal Rumble é um pay-per-view (PPV) anual, produzido todo mês de janeiro pela World Wrestling Federation (WWF, agora WWE) desde 1988. É um dos quatro pay-per-views originais da promoção, junto com a WrestleMania, SummerSlam e Survivor Series, que foram apelidados de os "Quatro Grandes". É nomeado após a luta Royal Rumble, uma batalha real modificada na qual os participantes entram em intervalos cronometrados, em vez de todos começarem no ringue ao mesmo tempo. A partida geralmente apresenta 30 lutadores. O evento de 1991 foi o quarto evento na cronologia do Royal Rumble e estava programado para ser realizado em 19 de janeiro de 1991, no Miami Arena em Miami, Flórida.

### Rivalidades
O card consistia em sete partidas. As lutas resultaram de histórias com roteiro, onde os lutadores retratavam heróis, vilões ou personagens menos distinguíveis para criar tensão e culminavam em uma luta livre ou uma série de lutas. Os resultados foram predeterminados pelos escritores do WWF, com histórias produzidas em seus programas de televisão semanais, Superstars, Wrestling Challenge e Prime Time Wrestling.
A principal rivalidade rumo ao Royal Rumble foi entre o Campeão Mundial dos Pesos Pesados da WWF The Ultimate Warrior, que havia sido campeão desde a derrota de Hulk Hogan na WrestleMania VI em 1º de abril de 1990, e Sgt. Slaughter, que havia retornado ao WWF em 1990 e se tornou um vilão (heel) simpatizante do governo iraquiano. A rivalidade deles começou a crescer durante um período em que os Estados Unidos estavam envolvidos na Operação Escudo do Deserto (que se tornou a Operação Tempestade no Deserto em 17 de janeiro, dois dias antes do Royal Rumble). Durante a preparação para a partida, Slaughter e seu empresário, General Adnan, cortaram várias promoções antiamericanas para aquecer o evento; a certa altura, Slaughter desembrulhou um presente e revelou um par de botas supostamente enviadas a ele pelo ditador iraquiano Saddam Hussein. Nesse ínterim, "Macho King" Randy Savage desafiou Warrior para sua própria série de lutas, que Warrior respondeu com sucesso.

## Evento
| Role:          | Name:           |
| -------------- | --------------- |
| Commentator    | Gorilla Monsoon |
| Commentator    | Roddy Piper     |
| Interviewer    | Gene Okerlund   |
| Interviewer    | Sean Mooney     |
| Ring announcer | Howard Finkel   |
| Official       | Shane Stevens   |
| Referees       | Fred Sparta     |
| Referees       | Mike Chioda     |
| Referees       | Earl Hebner     |
| Referees       | Joey Marella    |

### Lutas do evento principal
A luta de duplas colocando Ted DiBiase e Virgil contra Dusty Rhodes e o filho de Rhodes, Dustin Rhodes foi mais notável pela separação de Virgil de DiBiase. As tensões que vinham crescendo entre os dois nas semanas anteriores explodiram quando - após a partida - Virgil acertou DiBiase na cabeça com seu Campeonato de Milhões de Dólares para virar uma cara. DiBiase abusou verbalmente de Virgil durante a partida e, a certa altura, o atacou e o jogou para fora do ringue depois que ele estava sendo dominado pelo time de Rhodes. DiBiase passou a imobilizar Dusty Rhodes com um roll-up. Após a luta, DiBiase exigiu que Virgil trouxesse o Campeonato de Milhões de Dólares para o ringue e o prendesse na cintura. Assim que entrasse no ringue, Virgil largaria o cinto aos pés de DiBiase, ao qual DiBiase ordenou que Virgil o pegasse. Enquanto DiBiase se gabava e depois se virava, Virgil o acertou no rosto com o campeonato.
Antes da luta Warrior-Slaughter no Royal Rumble, a Rainha Sherri (a criada de Savage) tentou seduzir Warrior a conceder a Savage uma chance pelo título. Warrior recusou, enfurecendo Savage. Durante a partida em si, Warrior lutou facilmente contra um ataque de dupla equipe de Adnan e Slaughter, expulsando Adnan antes de rasgar a bandeira iraquiana e enfiá-la na boca de Slaughter. Enquanto Warrior tentava acabar com Slaughter, Sherri interferiu agarrando a perna de Warrior; Warrior perseguiu Sherri pelo corredor antes de ser atacado por Savage perto da área da plataforma. Savage atingiu Warrior com um holofote enquanto Slaughter recuperava os sentidos e distraía o árbitro. Após vários minutos de Slaughter segurando a vantagem, Warrior se recuperou e preparou Slaughter para o gorilla press slam (o movimento final de Warrior). No entanto, Warrior agarrou Sherri (que havia retornado ao ringue) e a pressionou contra Savage, que também apareceu no ringue. Isso deu a Slaughter tempo para acertar uma joelhada nas costas de Warrior. Warrior caiu nas cordas, onde Savage quebrou seu cetro real na cabeça de Warrior enquanto o árbitro estava distraído. Slaughter então acertou o inconsciente Warrior com uma queda de cotovelo e o imobilizou para vencer a partida e o campeonato. Depois que Warrior voltou a si, ele correu para os bastidores para encontrar Savage.
O Royal Rumble marcou a continuação de uma rivalidade contínua entre Hulk Hogan e Earthquake, cujas raízes datavam de meados de 1990, quando Earthquake feriu Hogan em um ataque furtivo durante "The Brother Love Show". Hogan e Earthquake foram os dois competidores finais no Royal Rumble, e Hogan eliminou Earthquake para vencer o Royal Rumble.
A transmissão pay-per-view também incluiu comentários pré-gravados de fãs fora da arena, desejando às tropas dos Estados Unidos um retorno rápido e seguro do Oriente Médio e um anúncio de que Hogan visitaria bases militares em todo o país para apoiar as tropas.

## Recepção
Na edição de 28 de janeiro de 1991 de seu Wrestling Observer Newsletter, Dave Meltzer referiu-se à luta entre The Rockers e The Orient Express como a melhor luta pay-per-view da WWF desde a luta WrestleMania III entre Ricky Steamboat e Randy Savage. Meltzer também escreveu que o considerava o melhor pay-per-view do WWF até aquele momento.
Uma votação dos fãs na edição de 11 de fevereiro de 1991 do Wrestling Observer Newsletter fez com que 268 dos 328 fãs aprovassem o show. 41 deu um polegar para baixo, enquanto 19 deu um polegar para o meio. The Rockers vs. The Orient Express recebeu a maioria dos votos para a melhor partida do show, com 157. Koko B. Ware vs. The Mountie recebeu a maioria dos votos para a pior partida da noite com 98.

## Após o evento
Após sua derrota no Campeoanto Mundial dos Pesos Pesados da WWF, Warrior se concentrou na vingança contra Savage, com seu primeiro encontro sendo uma luta em uma jaula de aço em 21 de janeiro no Madison Square Garden em Nova York, que Savage venceu (com a ajuda de Sensational Sherri); Warrior ficou furioso e - apesar de ter sido contido por vários árbitros e outros lutadores - atacou Sherri após a luta, acertando-a no ringue. Enquanto isso, Warrior não teve sucesso em recuperar o título, perdendo uma série de lutas em jaulas de aço para Slaughter, geralmente graças à interferência de Sensational Sherri. Warrior e Savage finalmente concordaram em uma "luta de carreira contra carreira" na WrestleMania VII, que Warrior venceu. (Slaughter, por sua vez, também defendeu seu cinturão contra "Hacksaw" Jim Duggan, com Duggan vencendo a maioria dessas partidas por contagem ou desqualificação.)